# Iglesia de la Orden Tercera
La iglesia de La Tercera o iglesia de los Estigmas es un templo religioso católico situado en la localidad de Santa Fe de la ciudad de Bogotá. Se encuentra en la Carrera Séptima con calle Dieciséis, en la antigua Calle del Arco. Constituye un conjunto completado por la iglesia de la Veracruz y la Iglesia de San Francisco. Su construcción data del siglo XVIII. Pertenece a la Orden Tercera Seglar o de Penitencia, que sigue los paradigmas de San Francisco de Asís

## Historia

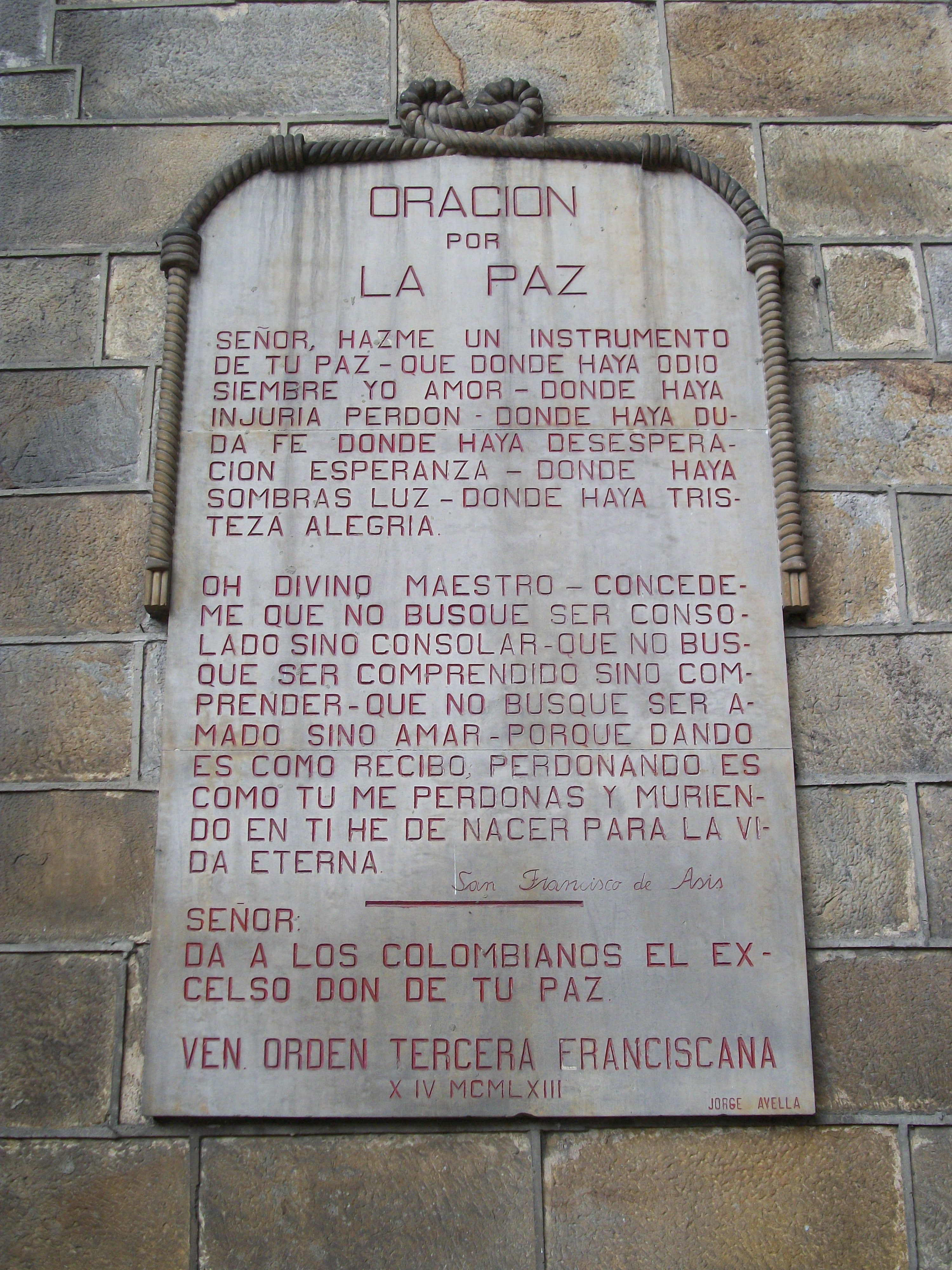
Oración por la paz de San Francisco, a la derecha de la entrada del templo.

La iglesia se construyó entre 1761 y 1780, siguiendo los planos elaborados por Isidro Díaz de Acuña y Esteban Lozano. El conjunto estaba originalmente compuesto por la iglesia y por un claustro, que fue demolido en 1890. La iglesia se comunicaba con el claustro de San Francisco, de la iglesia del mismo nombre mediante un puente a su vez demolido en 1876, conociéndose por ende esta calle como la Calle del Arco.

## Arquitectura
La iglesia está compuesta por una nave y una capilla perpendicular al presbítero. Cuenta con un sotocoro y un cielo raso de madera dispuesto en una bóveda, con motivos geométricos caracterizados por un estilo que recuerda al del manierista Sebastiano Serlio.
El principal interés es la talla de madera realizada por el maestro tallista Pedro Caballero, que constituye un ejemplo del rococó en la Nueva Granada. En los retablos, coronados por arcos de medio punto, se destacan los soportes con columnas salomónicas o entorchadas y espiras resaltadas, con incrustaciones de rocalla, relieves de cabezas, así como decoración caracterizadas por los diseños vegetales y estípites. La ornamentación se extiende a todos sus retablos, galerías, confesionarios, alfarjes, y marcos de los cuadros y del púlpito, siendo notable que no se les haya aplicado pintura dorada, como era usual en aquella época.